# Stazione di Hirafu
La stazione di Hirafu (比羅夫駅?, Hirafu-eki) è una fermata ferroviaria situata nella cittadina di Kutchan, in Hokkaidō, Giappone, lungo la linea principale Hakodate della JR Hokkaido.

## Strutture e impianti
La stazione è dotata di un marciapiede laterale con un solo binario utilizzato da entrambe le direzioni. La particolarità di questa stazione, è che il fabbricato è adibito a minshuku, tradizionale pernottamento giapponese.

## Movimento
Presso questa stazione fermano solamente i treni locali, con una frequenza media di un treno all'ora.

## Interscambi
- Fermata autobus (fermata di Yōtei Tōzan-guchi)